# Frédéric Sauton
Pour les articles homonymes, voir Sauton.
Frédéric Sauton, né le 6 décembre 1844 à Paris où il est mort le 29 juillet 1910, était un architecte, conseiller municipal et sénateur français.

## Biographie
Né le 6 décembre 1844 à Paris, il exerçait la profession d'architecte avant d'être nommé adjoint au maire du 5e arrondissement. Il fut ensuite élu conseiller municipal du quartier Saint-Victor en 1883, en tant que républicain indépendant. Il fut réélu en 1884 et 1888.
Il se présenta en 1885 comme radical à l'élection sénatoriale de la Creuse, où il échoua. Il fut cependant élu à quelques voix près en 1889, mais l'élection fut invalidée pour irrégularités, et il échoua lors d'une nouvelle élection deux mois plus tard.
Rapporteur général du budget de Paris à partir de 1887, il fut également président de la commission du métropolitain de 1891 à 1910, ainsi que président du conseil municipal de Paris en 1892-1892 et 1897-1898. Il mourut dans le 5e arrondissement le 29 juillet 1910.

## Hommage
La rue Frédéric-Sauton, dans le 5e arrondissement de Paris, lui rend hommage.

## Sources
- « Frédéric Sauton », dans Adolphe Robert et Gaston Cougny, Dictionnaire des parlementaires français, Edgar Bourloton, 1889-1891 [détail de l’édition]
- « Frédéric Sauton », dans le Dictionnaire des parlementaires français (1889-1940), sous la direction de Jean Jolly, PUF, 1960 [détail de l’édition]